# Segunda onda do feminismo
A segunda onda do feminismo é um período de atividade feminista que começou na década de 1960 nos Estados Unidos e se espalhou por todo o mundo ocidental e além. Ela foi precedida pela primeira onda do feminismo e sucedida pela terceira onda do feminismo. Nos Estados Unidos, o movimento durou até o início da década de 1980, tornando-se mais tarde um movimento mundial, especialmente forte na Europa e em partes da Ásia, como na Turquia e em Israel, onde começou na década de 1980. 
Enquanto a primeira onda do feminismo era focada principalmente no sufrágio e na derrubada de obstáculos legais à igualdade de gênero (ou seja, direito ao voto, direitos de propriedade, etc), a segunda onda do feminismo ampliou o debate para uma ampla gama de questões, a saber: sexualidade, família, mercado de trabalho, direitos reprodutivos, desigualdades de facto e desigualdades legais.
Além de alcançarem grandes avanços no que se refere à igualdade nos âmbitos profissionais, militares, nos meios de comunicação e nos esportes, este movimento também chamava a atenção para a violência doméstica e problemas de estupro conjugal, além de lutar pela criação de abrigos para mulheres maltratadas e por mudanças nas leis de custódia e divórcio.
Muitas historiadoras veêm o fim da segunda onda feminista nos Estados Unidos no início dos anos 1980, com as disputas intra-feministas sobre temas como sexualidade e pornografia, que levou a inauguração da terceira onda do feminismo, no início da década de 1990.

## Visão geral
A segunda onda de feminismo na América do Norte veio como uma reação tardia contra a domesticidade renovada das mulheres após a Segunda Guerra Mundial: o boom do pós-guerra dos anos 1940, que foi uma era caracterizada por um crescimento econômico sem precedentes, e crescimento populacional chamado de baby boom, que foi um movimento orientado para os subúrbios como a família e casamento ideal. Esta vida foi claramente ilustrada pelos meios de comunicação da época; Por exemplo, programas de televisão como Father Knows Best e Leave It to Beaver idealizaram a domesticidade.
Antes da segunda onda, houve alguns eventos importantes que estabeleceram as bases para isso. A escritora francesa Simone de Beauvoir, na década de 1940, examinou a noção de que as mulheres são vistas como "outras" na sociedade patriarcal. Ela concluiu que a ideologia centrada no homem estava sendo aceita como uma norma e reforçada pelo desenvolvimento contínuo de mitos, e que o fato de que as mulheres são capazes de engravidar, amamentar e menstruar não é de modo algum uma causa ou explicação válida para colocá-las como o "segundo sexo". Este livro foi traduzido do francês para o inglês (com parte do seu texto extirpado) e publicado nos EUA em 1953.
Em 1960, a Food and Drug Administration aprovou a pílula contraceptiva oral combinada, que foi disponibilizada em 1961. Isso tornou mais fácil para as mulheres ter carreiras sem ter que sair devido a uma inesperada gravidez.

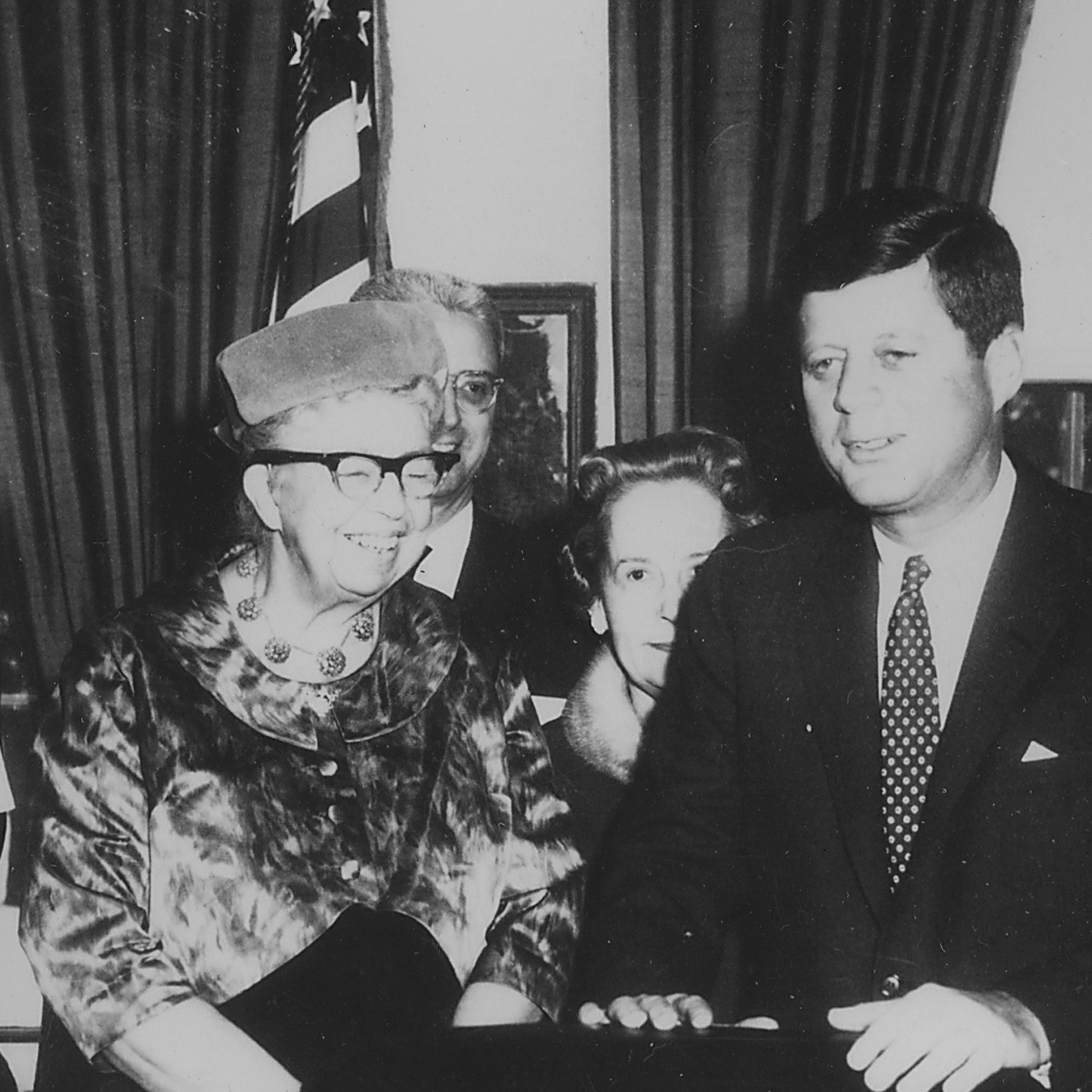
Eleanor Roosevelt, presidente da Comissão de Status da Mulher e John F. Kennedy em 1962

A administração do Presidente Kennedy tornou os direitos das mulheres uma questão-chave da Nova Fronteira e nomeou mulheres (como Esther Peterson) para muitos cargos de alto escalão em sua administração. Kennedy também estabeleceu uma Comissão Presidencial sobre o Status da Mulher, presidida por Eleanor Roosevelt e composta por funcionários do gabinete (incluindo Peterson e Procurador-Geral Robert F. Kennedy), senadores, representantes, empresários, psicólogos, sociólogos, professores, ativistas e servidores públicos. Houve também ações notáveis por mulheres na sociedade em geral, presagiando seu engajamento mais amplo na política que viria com a segunda onda. Em 1961, 50.000 mulheres em 60 cidades, mobilizadas pela Women Strike for Peace, protestaram contra testes terrestres de bombas nucleares e leite contaminado.
Em 1963, Betty Friedan, influenciado pelo Segundo Sexo, escreveu o best-seller The Feminine Mystique. Discutindo principalmente sobre as mulheres brancas, ela explicitamente se opôs à forma como as mulheres foram retratadas na mídia, e como colocá-las em casa limitou suas possibilidades e desperdiçou seu potencial. Friedan descreveu isso como "o problema que não tem nome". A imagem perfeita da família nuclear retratada e fortemente comercializada na época, ela escreveu, "não refletia a felicidade e era bastante degradante para as mulheres". Este livro é amplamente creditado com ter começado o feminismo da segunda onda.
Embora seja amplamente aceito que o movimento durou desde os anos 60 até o início dos anos 80, os anos exatos do movimento são mais difíceis de identificar e muitas vezes são contestados. Acredita-se que o movimento tenha começado em 1963, quando a "mãe do movimento", Betty Friedan, publicou The Feminine Mystique, e a Comissão Presidencial do Presidente de John F. Kennedy sobre o Status das Mulheres publicou seu relatório sobre desigualdade de gênero. O relatório, que revelou grande discriminação contra as mulheres na vida americana, juntamente com o livro de Friedan, o qual abordou o descontentamento de muitas mulheres (especialmente donas de casa), levou à formação de muitos grupos de mulheres locais, estaduais, federais e organizações feministas independentes. Friedan referenciava um "movimento" já em 1964.
O movimento cresceu com vitórias legais como o Equal Pay Act de 1963, o Lei dos Direitos Civis de 1964 e a decisão do caso Griswold v. Connecticut no Supremo Tribunal estadunidense de 1965. Em 1966, Friedan se juntou a outras mulheres e homens para fundar a National Organization for Women (NOW); Friedan seria nomeado como a primeira presidente da organização.
Apesar dos primeiros sucessos alcançados sob a liderança de Friedan, sua decisão de pressionar a Equal Employment Opportunity na Lei de Direitos Civis de 1964 para reforçar mais oportunidades de emprego entre mulheres etadunidenses encontrou uma oposição feroz dentro da organização. Partindo de discussões entre vários membros afro-americanos do grupo, muitas líderes do NOW estavam convencidos de que o grande número de afro-americanos do sexo masculino que viviam abaixo da linha de pobreza precisavam mais de oportunidades de emprego do que mulheres no meio e classe alta. Friedan renunciou como presidente em 1969.
Em 1963, a jornalista freelance Gloria Steinem ganhou popularidade entre as feministas depois de um diário que ela escreveu enquanto trabalhava como garçonete de Playboy Bunny no Playboy Club, que foi publicada como um artigo em duas partes nos números de maio e junho de Show. Em seu diário, Steinem alegou que o clube estava maltratando suas garçonetes para ganhar clientes do sexo masculino e explorou as coelhinhas da Playboy como símbolos do chauvinismo masculino, observando que o manual do clube instruiu as coelhas que "há muitas maneiras agradáveis que podem empregar para estimular o volume do licor do clube." Em 1968, Steinem tornou-se indiscutivelmente a figura mais influente no movimento, apoiando o aborto legalizado e os cuidados diários financiados pelo governo federal; esses se tornaram então os dois principais objetivos das feministas.

## Visões sobre a cultura popular
As feministas da segunda onda consideraram a cultura popular como sexista e criaram uma cultura pop própria para contrabalançar isso. A canção "I Am Woman" da artista australiana Helen Reddy teve um papel importante na cultura popular e tornou-se um hino feminista. Reddy veio a ser conhecida como uma "menina poster feminista" ou um "ícone feminista". Um projeto do feminismo da segunda onda era criar imagens positivas das mulheres, agindo como um contrapeso às imagens dominantes que circulam na cultura popular, afim de conscientizar as mulheres de suas opressões.